# Возвращение в Египет
«Возвраще́ние в Еги́пет» — роман в письмах русского писателя Владимира Александровича Шарова, написанный в 2008—2012 годах. Был впервые опубликован в журнале «Знамя» в 2013 году (№ 7—8), отдельным изданием — в издательстве «АСТ» в том же году.
Роман был удостоен ряда литературных премий, в том числе таких крупных, как «Русский Букер» и «Большая книга».

## Содержание
Роман начинается рассказом героя, обозначенного как «В. Ш.», о своей работе в Народном архиве, где он «днями напролет читал чужие письма, дневники и воспоминания». Особое внимание герой уделяет переписке Николая Васильевича Гоголя — потомка (по линии сестры) и полного тёзки писателя Гоголя — со своими родственниками. В дальнейшем он приводит многочисленные выписки из этих писем, которые называет «Выбранными местами из переписки Николая Васильевича Гоголя (Второго)», из которых фактически и состоит роман.

## Критика
В рецензии «Бегство в Египет как палиндром» литературный критик Виктор Папков выделяет несколько основных тем романа. Первая из них — «попытка потомков Гоголя завершить труд своего знаменитого предка, написать вторую и третью часть “Мертвых душ”», которая «для семейства Гоголей имеет метафизическое значение». Вторая тема — бегунство, или странничество: «Это старообрядческое течение. Согласно ему, нельзя спастись, оставаясь на месте. Просто потому, что сама земля полна греха». Третья (и главная) тема обозначена в заголовке романа: «Шаров пытается, используя метафоры и символы христианства, описать суть происходившего с Россией за время, прошедшее после Гоголя. Куда мы идем? Мы ищем свою Землю обетованную или хотим вернуться к плодородной Египетской почве?». И последняя — палиндромы: в романе «рассказывается о деле палиндромистов в годы репрессий», проводя параллели с которым, Папков говорит о «Возвращении в Египет как палиндроме исхода из Египта».

## Признание
- 2013 — премия Союза писателей Москвы «Венец» в номинации «Проза».
- 2014 — премия «Студенческий Букер».
- 2014 — премия «Русский Букер».
- 2014 — третья премия «Большая книга».
- 2014 — короткий список премии «Национальный бестселлер».
- 2015 — премия «GQ Писатель года»[2].

## Публикации
- Шаров В. А. Возвращение в Египет // Знамя. — 2013. — № 7–8.
- Шаров В. А. Возвращение в Египет. — Москва: АСТ, 2013. — 759 с. — ISBN 978-5-17-080513-6.
- Шаров В. А. Возвращение в Египет. — Москва: АСТ: Редакция Елены Шубиной, 2015. — 759 с. — ISBN 978-5-17-090818-9.